# Mélanie Devaux
Mélanie Devaux, née le 12 février 1992 à Calais (Pas-de-Calais), est une joueuse française de basket-ball évoluant au poste de combo.

## Biographie
De 2003 à 2013, cette gauchère effectue toute sa jeune carrière à Calais, rejoignant le centre de formation puis l'équipe première tout en préparant un BTS dans le domaine de l'électronique. Elle effectue sa meilleure saison avec Calais en 2012-2013 (9,1 points, 1,9 rebond, 1,7 passe décisive), mais ne dispute que 13 matchs à la suite d'une fracture du scaphoïde. Elle fait son retour pour la finale à quatre, mais Calais perd ses deux rencontres malgré 16 points de Mélanie Devaux dans le match pour la troisième place.
Elle signe fin mai 2013 à Limoges expliquant : « J'ai envie de jouer, d'avoir un rôle plus important et de passer d'un statut de jeune joueuse qui me collait à la peau à celui de joueuse professionnelle, de joueuse à part entière. » Au mois de juin 2016, après avoir vécu une saison blanche à Dunkerque-Malo à la suite d'une blessure, elle se relance avec brio dans le championnat de première division suisse avec l'équipe du Portes du Soleil BBC Troistorrents. Ses statistiques y sont de 15,5 points et 2,9 rebonds. Elle termine la saison comme joker médicale de Magali Mendy à Chartres.
Arrivée à Chartres mi-mars 2017 à la suite de la blessure de Magali Mendy, elle se montre à son avantage de la finale face au futur champion Roche Vendée avec 11,5 points, 1,8 rebond et 1,3 passe décisive. Elle s'engage l'été suivant en faveur du promu Charnay Basket Bourgogne Sud

## Palmarès
- Médaillée de bronze à l’Euro Juniors en 2010[1]